# Edmund A. Walsh

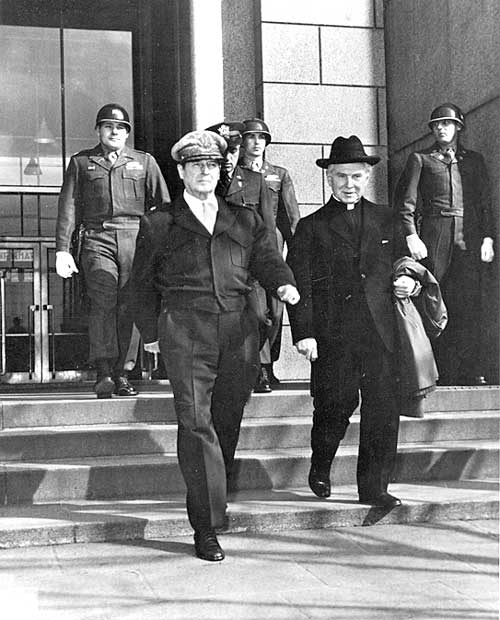
Vader Walsh met generaal Douglas MacArthur in Tokio, 1948

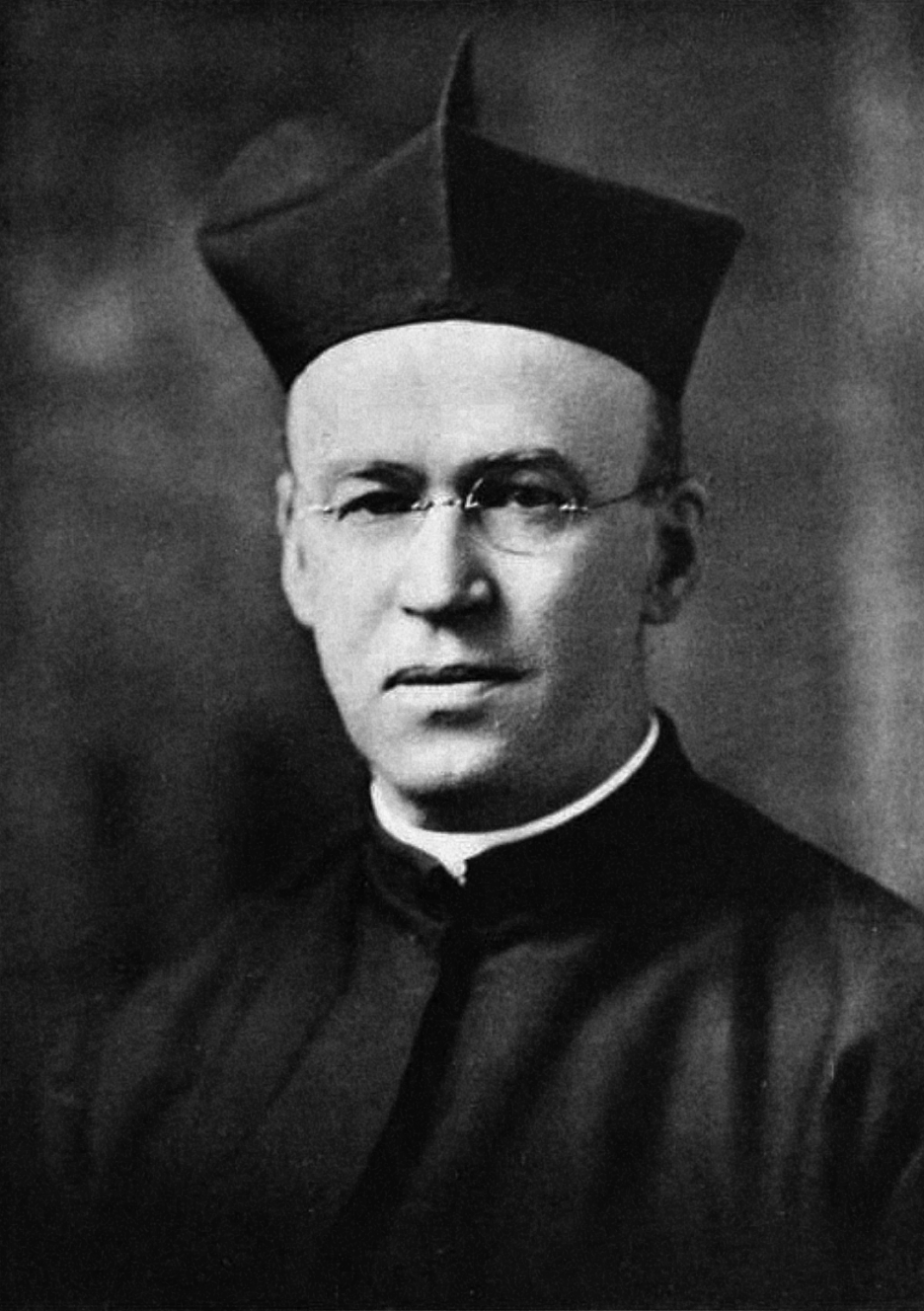
John B. Creeden S.J. in 1922

Edmund Aloysius Walsh S.J. (Societas Jesu, 10 oktober 1885 - 31 oktober 1956) was een Amerikaanse jezuïet en katholieke priester, schrijver, professor geopolitiek en stichter van de Georgetown University School of Foreign Service, de eerste school voor internationale zaken in de Verenigde Staten.
Hij stichtte de school in 1919 - zes jaar voor de United States Foreign Service zelf bestond - en diende als eerste regent.

## Levensloop

### Georgetown University School of Foreign Service
Na de Eerste Wereldoorlog, vestigde Georgetown University een School of Foreign Service en vroeg Walsh om het te leiden. De school, de eerste in haar soort, was bedoeld om internationale vrede te bevorderen door diplomaten, zakenlieden, bankiers en handelaars te trainen middels een opleiding gericht op internationale relaties. De universiteitspresident John B. Creeden nam Walsh in dienst als eerste Regent. Klassen begonnen in oktober 1919 en de eerste klas studeerde in 1921 af. Na het stichten van de school, bleef Walsh tientallen jaren de school leiden. Het werd kort na zijn dood naar hem vernoemd, Edmund A. Walsh School of Foreign Service.

### Internationale zaken
Walsh leidde de Papal Famine Relief Mission to Russia (pauselijke reddingsmissie voor de hongersnood in Rusland) in 1922, die er ook in slaagde voor het Vaticaan de heilige relieken van St. Andreas Bobola veilig te stellen. Er was in 1917 tijdens de Russische Revolutie al een American Red Cross Mission van William Boyce Thompson naar Petrograd afgereisd voor 'hulp', met in het team vooral bankiers uit New York.
Later werkte Walsh om voor het Vaticaan tijdens de Cristero-oorlog zaken te behartigen tussen de Kerk en de Mexicaanse staat en onderhandelde hij met de Irakese regering om in 1931 een American High School in Bagdad te vestigen, Baghdad College.
Na de overwinning van de geallieerden in de Tweede Wereldoorlog, diende Walsh als consultant voor de U.S. Chief of Counsel bij het Proces van Neurenberg. een van zijn taken was het ondervragen van de Duitse geopoliticus generaal Karl Haushofer, om vast te stellen of hij voor oorlogsmisdaden moest worden berecht. Haushofers theorie over internationale politiek zou hebben gediend om de Holocaust te rechtvaardigen.
Walsh was fel anticommunist, deels dankzij de informatie die hij opdeed tijdens het famine relief work in 1922. Walsh werd algemeen bekend als een anticommunistische schrijver en retoricus.
Walsh schreef The Fall of the Russian Empire: The story of the last of the Romanovs and the coming of the Bolsheviki (1928).